# Stactolaema
Genre
Le genre Stactolaema comprend 4 espèces de barbicans, petits oiseaux africains de la famille des Lybiidae.

## Liste des espèces
D'après la classification de référence (version 2.2, 2009) du Congrès ornithologique international (ordre phylogénique) :
- Stactolaema leucotis – Barbican oreillard
- Stactolaema whytii – Barbican de Whyte
- Stactolaema anchietae – Barbican à tête jaune
- Stactolaema olivacea – Barbican olivâtre